# فیلیپ یارناخ
فیلیپ یارناخ (آلمانی: Philipp Jarnach؛ ۲۶ ژوئیه ۱۸۹۲ – ۱۷ دسامبر ۱۹۸۲) آهنگساز، رهبر ارکستر، استاد دانشگاه، و نوازنده پیانو اهل آلمان بود.
پدر او یک مجسمه‌ساز اسپانیایی و مادرش از اهالی فلامان بود.
فیلیپ یارناخ دانش‌آموختهٔ «کنسرتوار پاریس» و از شاگردان فروچو بوزونی بود.
از میان شاگردان متعدد او، می‌توان به ایوان ربروف، کورت وایل، اتو لوئنینگ و برند آلویس تسیمرمان اشاره کرد.